# 薩目達
薩目達(梵文：Samudra)，印度大乘密宗人士，八十四成就者之一。

## 簡介
薩目達是薩瓦提拉的低種姓住民，專以收集海中珍寶維生。有一天他為一無所獲而感到苦惱，便到墓地去，巧遇瑜珈士阿金達，瑜珈士對他揭露輪迴苦海之理，薩目達便對他請求解脫之道，瑜珈士便為之灌頂，並授與「內在的四喜」與「外在的四無量心」的教導。薩目達禪修三年終於得到成就，後以「上師薩目達」聞名。在講述了修行歷程，並為眾生福祉努力之後，與八百法侶同往空行淨土。